# Ламбертсхаг
Ламбертсхаг (нід. Lambertschaag) — село в нідерландській провінції Північна Голландія. Входить до муніципалітету Медемблік.
Його площа становить 3,55 км², а населення станом на 2021 рік складало 170 осіб.

## Галерея

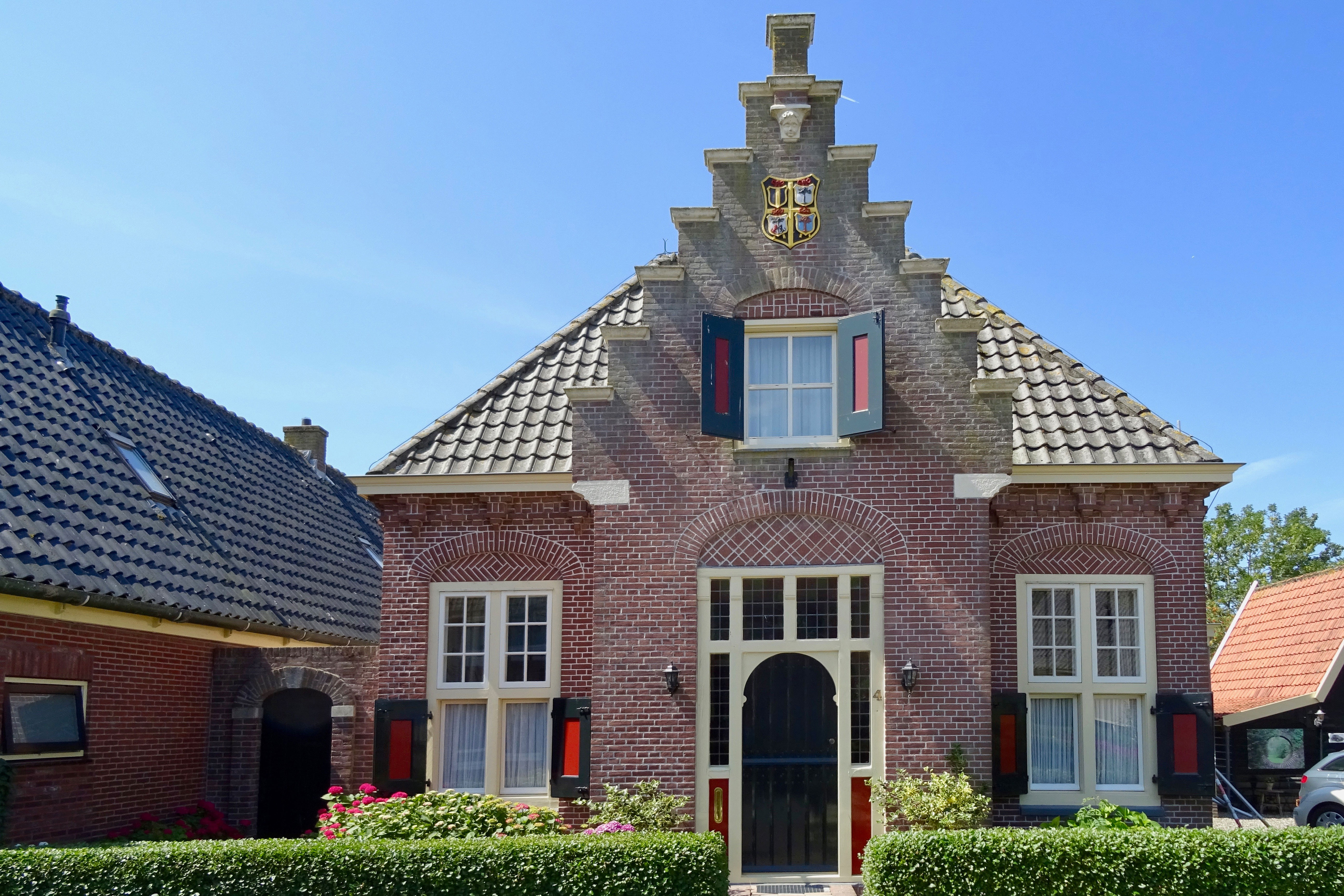
Адміністративна будівля
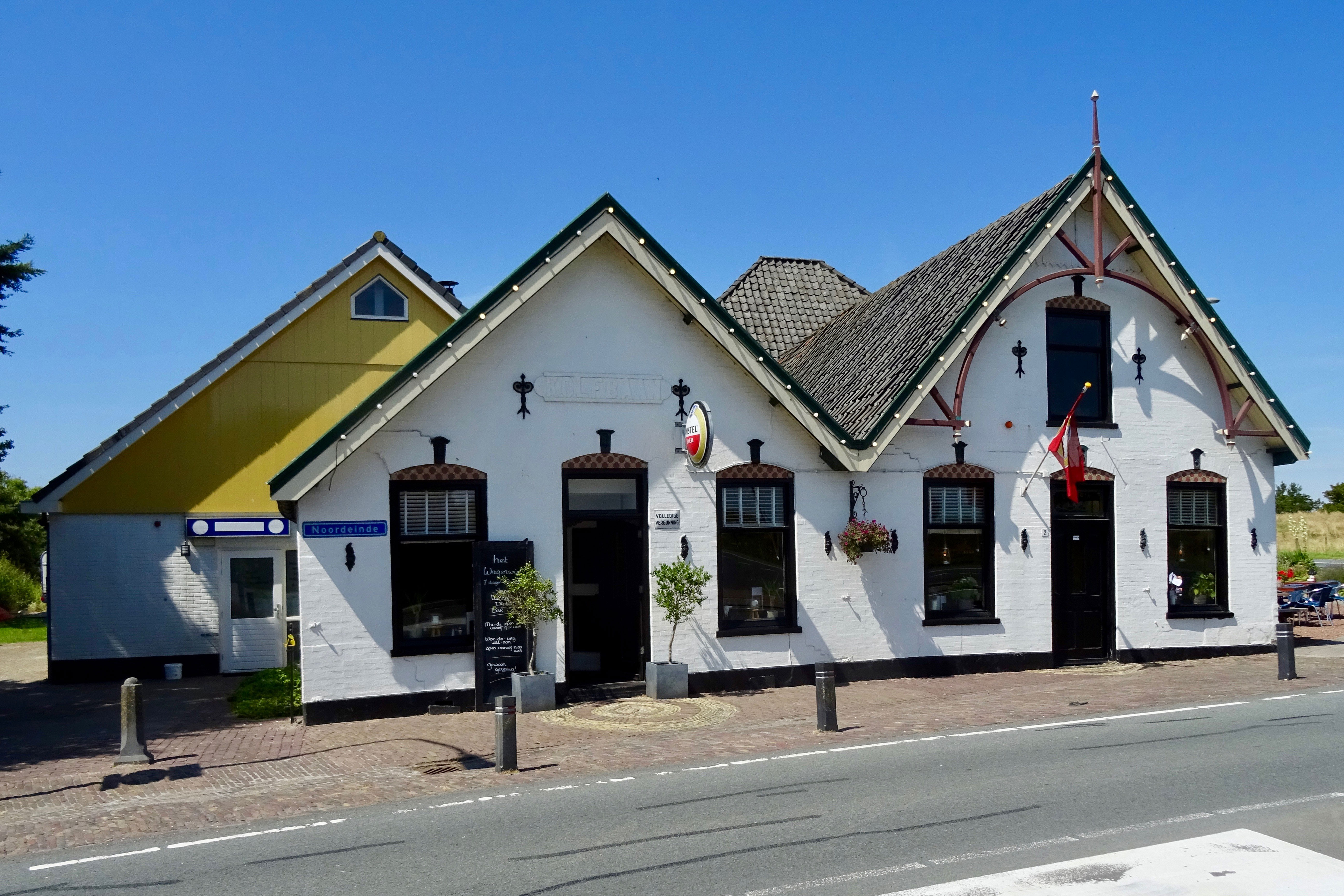
Паб у Ламбертсхазі
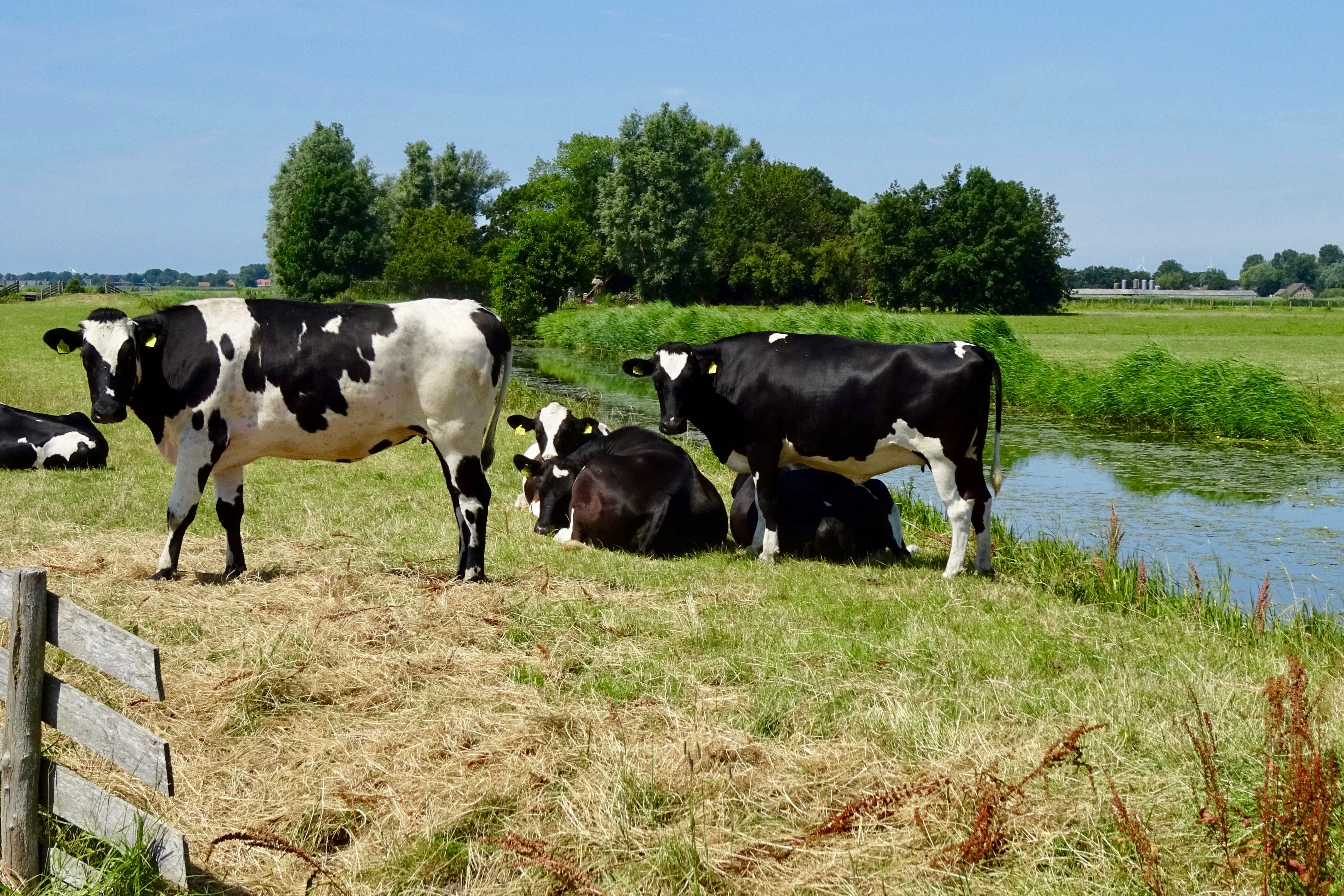
Пасовище біля села
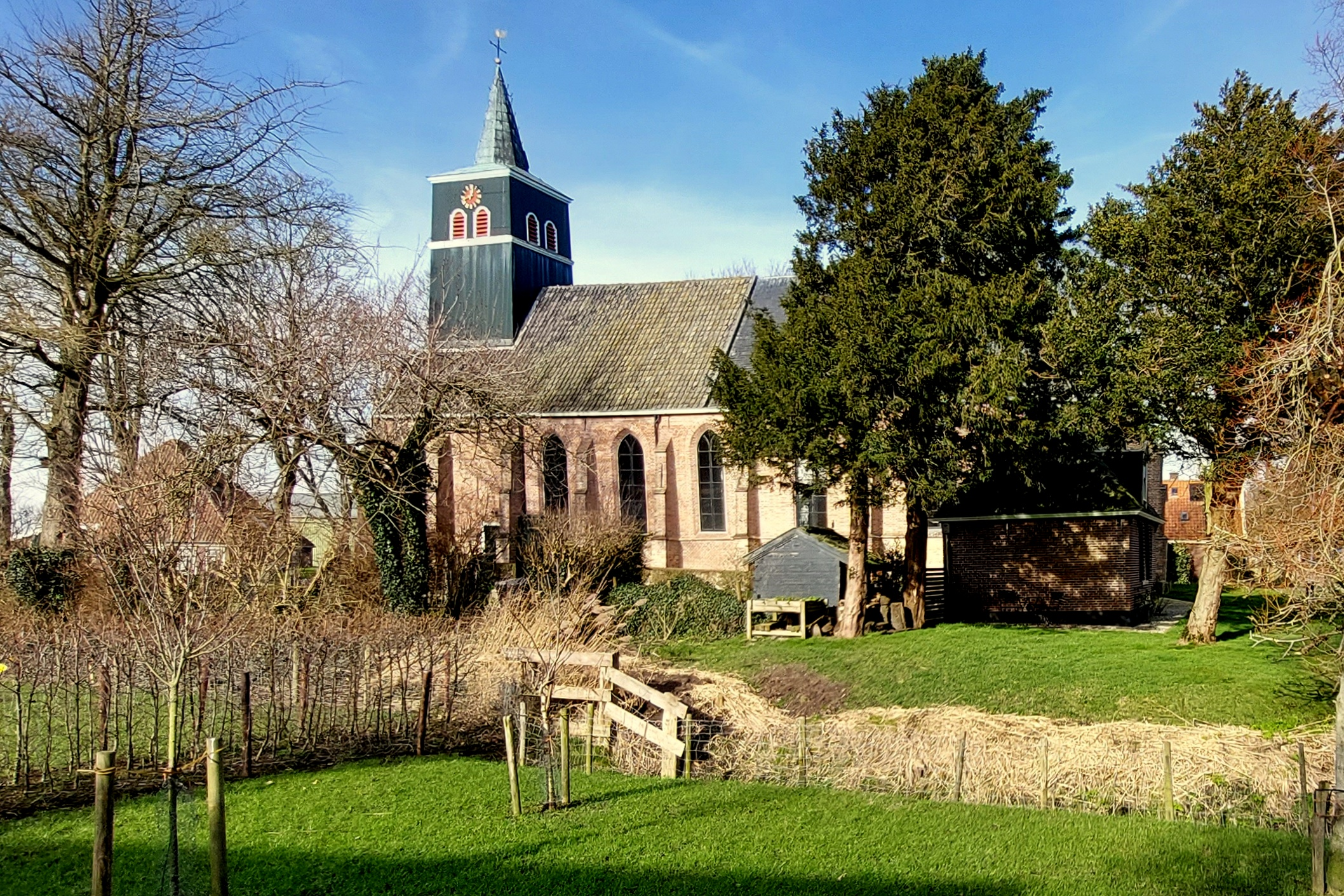
Церква у Ламбертсхазі